# Округ Честер (Пенсилванија)
Округ Честер (енгл. Chester County) је округ у америчкој савезној држави Пенсилванија.

## Демографија
По попису из 2010. године број становника је 498.886, што је 65.385 (15,1%) становника више него 2000. године.
| Група             | 2000.           | 2010.           |
| Белци             | 377.925 (87,2%) | 409.561 (82,1%) |
| Афроамериканци    | 27.040 (6,2%)   | 30.623 (6,1%)   |
| Азијати           | 8.468 (2,0%)    | 19.296 (3,9%)   |
| Хиспаноамериканци | 16.126 (3,7%)   | 32.503 (6,5%)   |
| Укупно            | 433.501         | 498.886         |